# Kontaktron

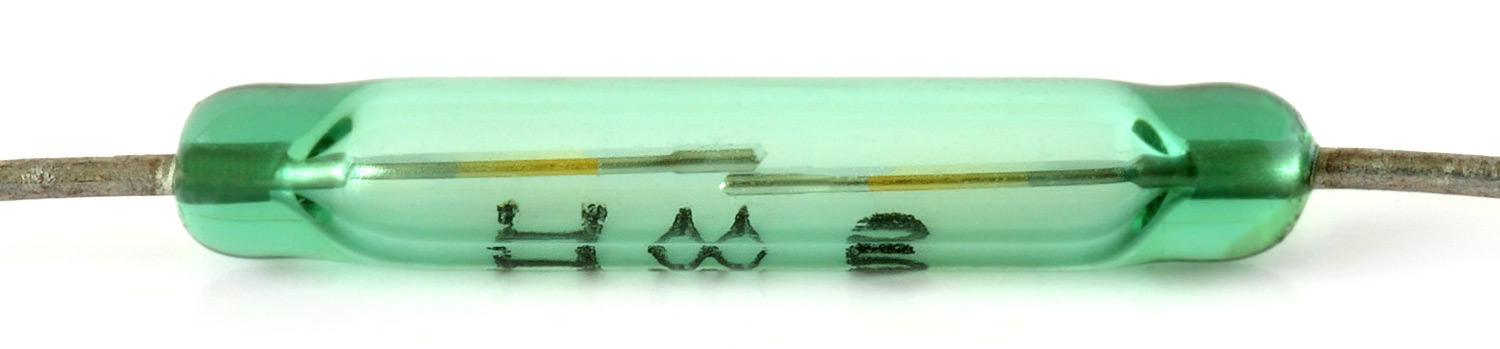
Kontaktron

Kontaktron – hermetyczny łącznik elektryczny sterowany magnesem.
Kontaktron składa się z hermetycznej bańki szklanej, w której – w atmosferze gazu obojętnego lub w próżni (kontaktrony wysokonapięciowe najczęściej wykonywane są jako próżniowe) – zatopione są styki z materiału ferromagnetycznego. Pod wpływem odpowiednio ukierunkowanego zewnętrznego pola magnetycznego w stykach indukuje się własne pole magnetyczne, w wyniku czego przyciągają się one i zwierają.
Aby polepszyć pracę styków i uzyskać stabilną charakterystykę pracy, końce styków pokrywa się – w zależności od przeznaczenia i warunków pracy – warstwą metalu szlachetnego: złotem, wolframem, rutenem lub rodem albo powłokami mieszanymi. Istnieje także odmiana styków zwilżana rtęcią.
Można rozróżnić, ze względu na sposób podtrzymywania i zwalniania styków, dwa typy kontaktronów:
- nieremanencyjne – potrzebują energii w postaci pola magnetycznego do podtrzymania jednego ze stanów (najpopularniejsze)
- remanencyjne – zmieniają stan pod wpływem krótkiego impulsu pola o polaryzacji odwrotnej niż w poprzednim cyklu sterowania, a do podtrzymania stanu nie jest potrzebna energia.

Ważną cechą jakościową kontaktronów jest ich czułość na pole magnetyczne, wyrażana w amperozwojach (symbol AT). Typowe czułości ogólnie dostępnych kontaktronów wynoszą od 10 do 60 amperozwojów, przy czym niższa wartość odpowiada większej czułości. Trwałość kontaktronów określa się w granicach 1 do 200 mln zadziałań. Opór izolacji wynosi zazwyczaj 1010–1012 Ω, a w wykonaniach specjalnych – 1015 Ω. Pojemność między stykami zazwyczaj wynosi około 0,8 pF, przy czym dla wykonań miniaturowych jest mniejsza – rzędu 0,2 pF. Najczęściej spotykane uszkodzenia to trwałe sklejenie styków oraz przekroczenie rezystancji przejścia ponad 1 Ω – zwykle opór przejścia jest stabilny na poziomie kilku miliomów.